# 香榭丽舍-克列孟梭站
香榭丽舍-克列孟梭站（法語：Champs-Élysées - Clemenceau）是法国巴黎地铁1号线和巴黎地铁13号线共用的一个车站，位于巴黎八区，1號線月台於1900年7月19日启用，13號線月台於1975年2月18日啟用。
本站位於香榭麗舍大道與克列孟梭广场之下，因此得名。巴黎大皇宮、小皇宮、愛麗舍宮皆在此站附近。

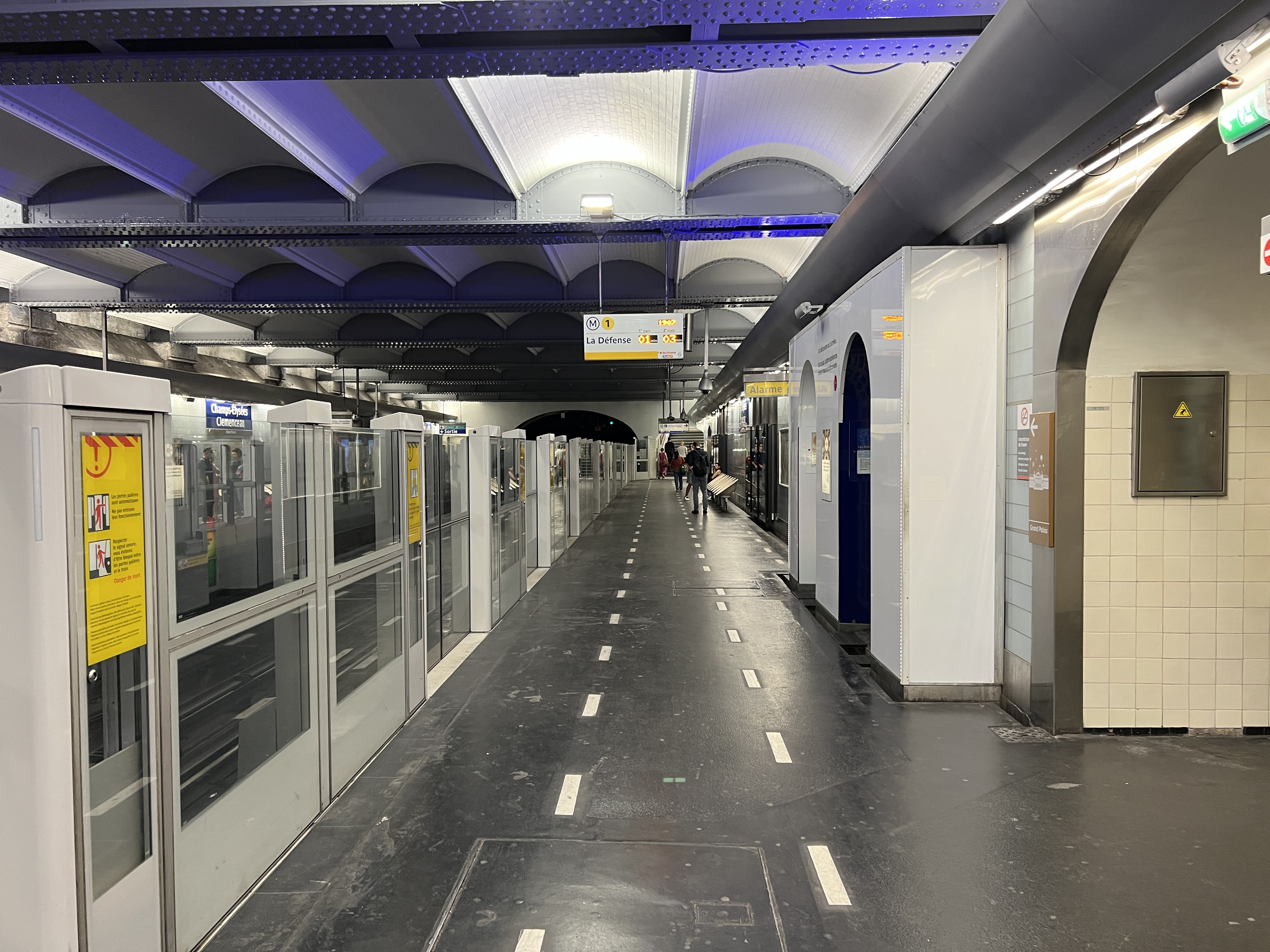
1號線月台 (2022年6月)

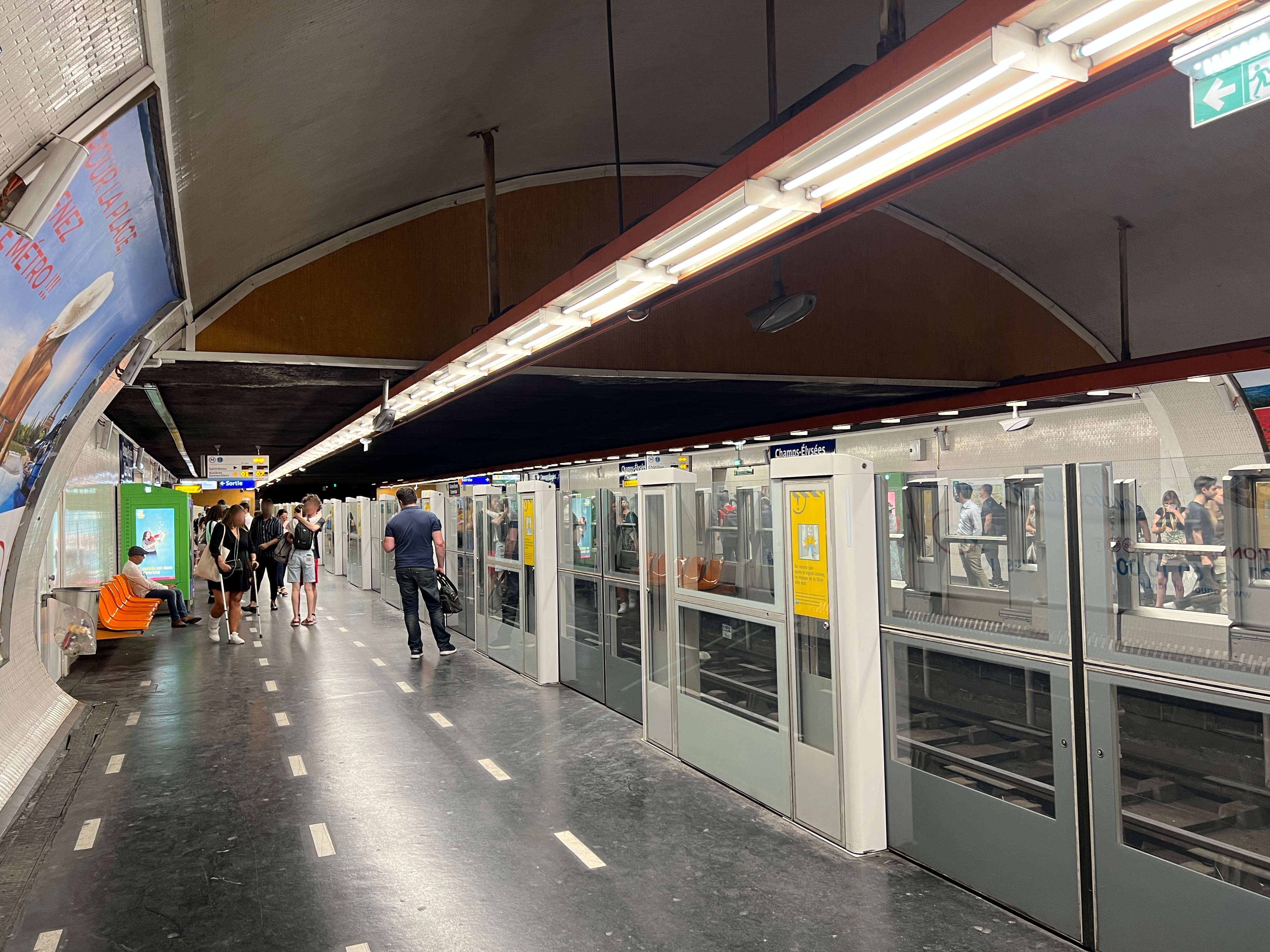
13號線月台 (2022年6月)

## 車站構造
| G  | 街道                             | 出入口                                |
| B1 | 夾層                             | 閘口                                  |
| B2 | 設有月台幕門的側式月台，右側開門 | 設有月台幕門的側式月台，右側開門      |
| B2 | 西行                             | 往拉德芳斯（富蘭克林·D·羅斯福）       |
| B2 | 東行                             | 往文森城堡（協和）                    |
| B2 | 設有月台幕門的側式月台，右側開門 |                                       |
| B3 | 側式月台，右側開門               | 側式月台，右側開門                    |
| B3 | 北行                             | 往莱库尔蒂耶/聖但尼大學（米羅梅尼爾） |
| B3 | 南行                             | 往沙蒂永-蒙魯日（榮軍院）             |
| B3 | 側式月台，右側開門               |                                       |